# Theresia van Oostenrijk
Maria Theresia Isabella van Habsburg-Lotharingen (Wenen, 31 juli 1816 – Albano, Italië, 8 augustus 1867), aartshertogin van Oostenrijk, koningin van Beide Siciliën, was een lid van het huis Habsburg-Lotharingen. Ze was de oudste dochter van aartshertog Karel van Oostenrijk-Teschen en prinses Henriëtte Alexandrine van Nassau-Weilburg. Haar vader was een zoon van keizer Leopold II.
Theresia groeide op in een gelukkig gezin. Het gezin bestond uit vier zoons en twee dochters; Theresia was de oudste van de kinderen. Toen haar moeder in 1829 stierf, nam Theresia haar functie in het gezin over.
Aartshertogin Theresia trad op 27 januari 1837 in Napels in het huwelijk met koning Ferdinand II der Beide Siciliën, waardoor ze koningin van Beide Siciliën werd. Hij was al eerder getrouwd geweest en had al een zoon, Frans. Theresia en Ferdinand kregen twaalf kinderen.
Toen Theresia in 1861 weduwe werd, volgde haar stiefzoon Frans zijn vader op als koning van Beide Siciliën. In 1860 werd hij echter afgezet door Giuseppe Garibaldi, waarna de koninklijke familie wegvluchtte. Theresia week uit naar Rome. De monarchie in het Koninkrijk der Beide Siciliën is nooit hersteld.
Koningin Theresia stierf op 51-jarige leeftijd.

## Kinderen
Koningin Theresia en koning Ferdinand kregen twaalf kinderen:
- Lodewijk (1838-1886), gehuwd met hertogin Mathilde in Beieren (een jongere zus van de Oostenrijkse keizerin Elisabeth)
- Alberto (1839-1844)
- Alfonso (1841-1934), gehuwd met prinses Maria Antonia van Bourbon-Sicilië (1851-1938) (een kleindochter in mannelijke lijn van koning Frans I der Beide Siciliën)
- Maria Annunciata (1843-1871), gehuwd met aartshertog Karel Lodewijk van Oostenrijk
- Maria Immaculata (1844-1899), gehuwd met aartshertog Karel Salvator van Oostenrijk
- Gaetan (1846-1871), gehuwd met infanta Maria Isabella van Spanje (dochter van koningin Isabella II van Spanje)
- Giuseppe (1848-1851)
- Maria Pia (1849-1882), gehuwd met hertog Robert I van Parma
- Vincenzo (1851-1854)
- Pascal (1852-1904), morganatisch gehuwd met Blanche de Marconnay
- Maria Louise (1855-1874), gehuwd met prins Hendrik van Bourbon-Parma
- Gennaro (1857-1867)